# 南楠榜縣
南楠榜縣（印尼語：Kabupaten Lampung Selatan）是印度尼西亞楠榜省的一個縣，位於該省南部，同時也是蘇門答臘島最南端的地區，南楠榜縣成立於1959年6月26日，縣治為加里安達鎮，北鄰東楠榜縣、中楠榜縣的小部分，西北連Pesawaran縣，西接省會班達楠榜市，西南臨楠榜灣，南隔巽他海峽與爪哇島上的萬丹省相望，東瀕爪哇海。縣內南部有峇高黑尼港，為蘇門答臘島唯一乘坐渡輪通往爪哇島的客運港。

## 行政區劃
目前，南楠榜縣轄有17個鎮。
- 峇高黑尼鎮
- Candipuro
- 賈蒂阿貢鎮
- 加里安達鎮
- Katibung
- 吉打邦鎮
- Merbau Mataram
- Natar
- Palas
- Penengahan
- Raja Basa
- Sidomulyo
- Sragi
- 丹戎賓當鎮
- 丹戎沙里鎮
- 威潘吉鎮
- 威蘇蘭鎮